# Tevin Coleman
Tevin Ford Coleman (Oak Forest, 16 aprile 1993) è un giocatore di football americano statunitense che milita nel ruolo di running back per i New York Jets della National Football League (NFL).

## Carriera

### Atlanta Falcons
Dopo avere giocato al college a football all'Università dell'Indiana, dove divenne il diciottesimo giocatore della storia della NCAA a correre oltre duemila yard in una stagione (2.036, record dell'istituto), Coleman fu scelto nel corso del terzo giro (73º assoluto) del Draft NFL 2015 dagli Atlanta Falcons. Debuttò come professionista partendo come titolare nella gara del primo turno contro i Philadelphia Eagles in cui guidò la sua squadra con 80 yard corse su 4 tentativi. Sei giorni dopo segnò il suo primo touchdown nella vittoria sui Giants. La sua stagione da rookie si concluse con 392 yard corse e un TD in 12 presenze, di cui 3 come titolare.
Nella sua seconda stagione, Coleman continuò a giocare come riserva del running back titolare Devonta Freeman ma riuscì comunque a segnare 11 touchdown nella stagione regolare, 8 su corsa e 3 su ricezione. Segnò un touchdown anche nella finale della NFC vinta contro i Green Bay Packers che qualificò i Falcons per il Super Bowl LI.

### San Francisco 49ers
Nel 2019 Coleman firmò con i San Francisco 49ers. Nell'ottavo turno segnò un primato in carriera di 4 touchdown (tre su corsa e uno su ricezione) nella vittoria sui Carolina Panthers, venendo premiato come running back della settimana. Nel divisional round dei playoff guidò la squadra con 105 yard corse e andò a segno due volte nella vittoria sui Minnesota Vikings. Il 2 febbraio 2020  partì come titolare nel Super Bowl LIV in cui corse 5 volte per 28 yard ma i 49ers furono sconfitti per 31-20 dai Kansas City Chiefs.

### New York Jets
Il 25 marzo 2021 Coleman firmà un contratto di un anno del valore di 2 milioni di dollari con i New York Jets.

## Palmarès

### Franchigia
- National Football Conference Championship: 2

Atlanta Falcons: 2016
San Francisco 49ers: 2019

### Individuale
- Running back della settimana: 1

8ª del 2019